# Starea negocierilor de aderare a României la Uniunea Europeană
Acest tabel studiază starea negocierilor de aderare a României la Uniunea Europeană. Negocierile cu Uniunea Europeană sunt închise definitiv, în urma summitului de iarnă al UE din 17 decembrie 2004, de la Bruxelles. 
| Nr. | Capitol                                                      | închis | deschis |
| --- | ------------------------------------------------------------ | ------ | ------- |
| 1   | Libera circulație a mărfurilor                               | X      | -       |
| 2   | Libera circulație a persoanelor                              | X      | -       |
| 3   | Libera circulație a serviciilor                              | X      | -       |
| 4   | Libera circulație a capitalului                              | X      | -       |
| 5   | Dreptul societăților comerciale                              | X      | -       |
| 6   | Politica în domeniul concurenței                             | X      | -       |
| 7   | Agricultura                                                  | X      | -       |
| 8   | Pescuitul                                                    | X      | -       |
| 9   | Politica în domeniul transporturilor                         | X      | -       |
| 10  | Impozitare                                                   | X      | -       |
| 11  | Uniunea Economică și Monetară                                | X      | -       |
| 12  | Statistică                                                   | X      | -       |
| 13  | Politici sociale                                             | X      | -       |
| 14  | Energie                                                      | X      | -       |
| 15  | Politici industriale                                         | X      | -       |
| 16  | Înteprinderi mici și mijlocii                                | X      | -       |
| 17  | Știință și cercetare                                         | X      | -       |
| 18  | Educație, formare profesională și tineret                    | X      | -       |
| 19  | Telecomunicațiile și tehnologia informațiilor                | X      | -       |
| 20  | Cultură și politica în domeniul audiovizualului              | X      | -       |
| 21  | Politica regională și coordonarea instrumentelor structurale | X      | -       |
| 22  | Protecția mediului înconjurător                              | X      | -       |
| 23  | Protecția consumatorilor și a sănătății                      | X      | -       |
| 24  | Justiția și afacerile interne                                | X      | -       |
| 25  | Uniunea vamală                                               | X      | -       |
| 26  | Relații externe                                              | X      | -       |
| 27  | Politica externă și de securitate comună                     | X      | -       |
| 28  | Control financiar                                            | X      | -       |
| 29  | Prevederi financiare și bugetare                             | X      | -       |
| 30  | Instituții                                                   | X      | -       |
| 31  | Diverse                                                      | X      | -       |
| -   | Total                                                        | 31     | 0       |